# 익소르헤이스속
익소르헤이스속(Ixorheis)은 정단복합체충문에 속하는 기생 원생생물 속의 하나이다. 익소르헤이스속(Ixorheis)은 현재 익소르헤이스목(Ixorheorida)과 익소르헤이스과(Ixorheidae)의 유일속이다. 단일 종 Ixorheis psychropotae만이 알려져 있으며, 해삼 Psychropotes longicauda의 소화 기관에서 분리되었다.